# Malacosoma disstria
Malacosoma disstria – gatunek motyla nocnego z rodziny barczatkowatych.

## Zasięg występowania
Gatunek ten występuje w Ameryce Płn. od Atlantyku po Pacyfik, częsciej na wsch. od rzeki Missisipi.

## Budowa ciała
Rozpiętość skrzydeł u imago wynosi 25 do 45 mm. Gąsienice osiągają do 64 mm długości.
U osobników dorosłych przednia para skrzydeł jasnobrązowa z dwiema ciemniejszymi, poprzecznymi, cienkimi pręgami, obszar między nimi często również jest ciemniejszy i tworzy wrażenie pojedynczego,, ciemnego pasa. Gąsienice o ubarwieniu ciemnoszarym do brązowoczarnego. Po bokach biegną dwie podłużne pręgi - szeroka niebieska, oraz cienka i przerywana żółta; na grzbietowej stronie każdego segmentu odwłoka duża, biaława plama w kształccie dziurki od klucza lub odcisku buta. Całe ciało pokryte jest rzadką, delikatną, białawą szczecinką.

## Biologia i ekologia

### Odżywianie
Larwy żerują na drzewach z rodzajów olsza, brzoza, topola, wierzba, lipa, dąb oraz wiśnia. Żerujące gąsienice nie tworzą oprzędów, wytwarzają zaś jedwabiste maty w których gromadzą się w celu linienia lub odpoczynku po żerowaniu, znaczą również przędzą ścieżki do miejsc żerowania.
Gatunek ten może powodować spowolnienie wzrostu lub obumieranie niektórych gałęzi lub, rzadko, całej rośliny żywicielskiej.

### Cykl życiowy
W ciągu roku występuje jedna generacja. Imago spotyka się zwykle od kwietnia do sierpnia, gąsienice zaś od kwietnia do lipca.
W przypadku żerowania na topoli osikowej stwierdzono liczniejsze występowanie tego gatunku w miejscach o podwyższonym stężeniu ozonu, co spowodowane jest wolniejszym wzrostem roślin, zwiększonym stężeniem glikozydów fenolowych oraz większą ilością kutykuli.

### Wrogowie naturalni
Pasożytami jaj są Telemonus clisiocampanae z rodziny Scelionidae oraz Ablerus clisiocampe z rodziny Azotidae.

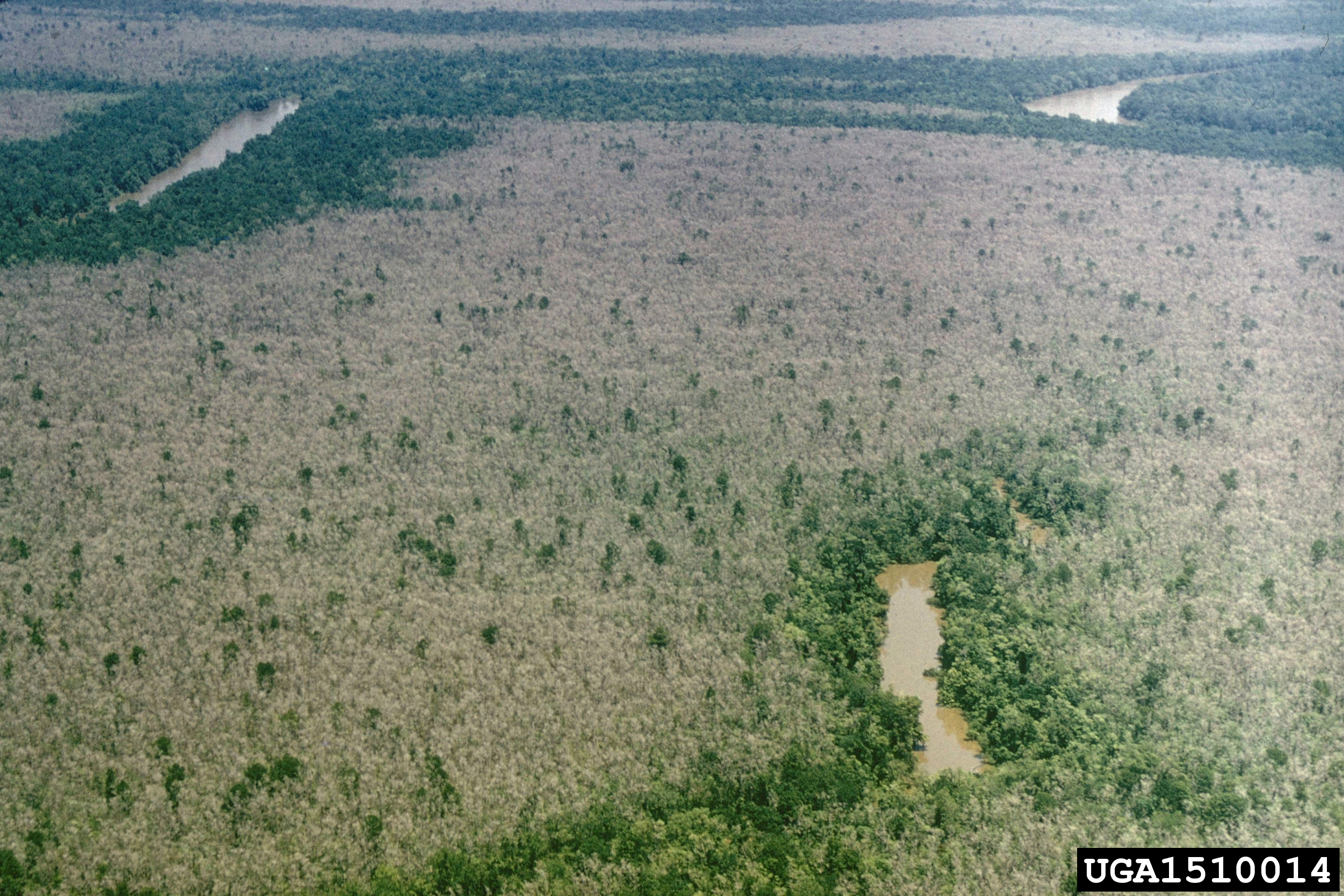
defoliacja drzew w Alabamie w wyniku żerowania Malacosoma disstra

## Znaczenie dla człowieka
Gatunek ten jest uznawany za szkodnika w gospodarce leśnej. Ogniska gradacji tej ćmy mogą utrzymywać się do 6 lat i obejmować ogromne obszary, np. w Kanadzie 1962 roku stwierdzono defoliację drzew na powierzchni 139 tys. mil kwadratowych w czterech prowincjach na zachodzie kraju.